# Région de Magallanes et de l'Antarctique chilien
Pour les articles homonymes, voir Magallanes.
La région de Magallanes et de l'Antarctique chilien (en espagnol : Región de Magallanes y de la Antártica Chilena) est la région la plus méridionale du Chili. Elle est entourée au nord par la région Aisén del General Carlos Ibáñez del Campo et à l’est par l'Argentine.
La majeure partie de la population réside à Punta Arenas ( 133 000 habitants).
La région comprend une partie du territoire de l'Antarctique telle que revendiquée par le gouvernement chilien, mais cette appartenance n'est pas reconnue sur le plan international.

## Histoire
Cette région fut occupée par des tribus autochtones aujourd'hui disparues ou en voie de disparition (exemple Alakaluf), à cause de différents facteurs liés notamment au génocide britannique[réf. nécessaire]. Le détroit de Magellan fut utilisé, dès le XVIe siècle, pour passer d'un océan à l'autre et atteindre les côtes ouest de l'Amérique du Sud. L'Espagne l'intégra au vice-royaume du Pérou.
Elle devient chilienne après son occupation en 1843.
À la fin du XIXe et au début du XXe siècle, l'immigration croate fut la plus forte. À ce jour, plus d'un tiers de la population de Punta Arenas en est originaire.
Depuis novembre 1940, le Chili revendique une part du territoire antarctique.

## Géographie
La région comprend des pics montagneux et des glaciers dans l'extrême nord, y compris des éléments de la calotte glaciaire patagonienne. Plus au sud, on trouve d'autres chaînes de montagnes comme le Cerro Toro et de nombreuses eaux de surface comme le Seno Última Esperanza, le Fiordo Eberhard et le Lago Grey. Les zones protégées comprennent le parc national Torres del Paine et le monument naturel de la grotte de Milodon. Dans cette dernière, des restes du paresseux terrestre éteint ont été découverts, ainsi que des hommes préhistoriques datant d'environ 10 000 ans avant Jésus-Christ.
La topographie peut être divisée en quatre régions : une région archipélagique extérieure (Región Archipielágica) à l'ouest et au sud, une région montagneuse à l'ouest et au sud (Región Cordillerana), une région de plaines (Región de las Plains Orientales) au nord-est et une zone subandine entre les deux dernières zones (Región Subandina Oriental).

## Subdivisions territoriales

### Provinces
| Province                          | Superficie en km2 | Nombre d'habitants | Chef-lieu       |
| --------------------------------- | ----------------- | ------------------ | --------------- |
| Province de Magallanes            | 36 994,7          | 121 675            | Punta Arenas    |
| Province de Última Esperanza      | 45 830,7          | 19 855             | Puerto Natales  |
| Province de Terre de Feu          | 29 484,7          | 6 904              | Porvenir        |
| Province de l'Antarctique chilien | 14 146,0          | 2 262              | Puerto Williams |

Le territoire sur le continent antarctique n'est pas reconnu sur le plan international. Ce territoire est également revendiqué par l'Argentine. Le Chili revendique 1 255 577 km2, entre les longitudes 53° et 90° Ouest.

### Communes
| \| Province \| Capitale \| Commune \| Chef-lieu \| \| ------------------- \| --------------- \| ------------------- \| -------------------- \| \| Antarctique chilien \| Puerto Williams \| 1 Antártica \| Puerto Williams \| \| Antarctique chilien \| Puerto Williams \| 2 Cabo de Hornos \| Puerto Williams \| \| Magallanes \| Punta Arenas \| 3 Laguna Blanca \| Villa Tehuelches \| \| Magallanes \| Punta Arenas \| 4 Punta Arenas \| Punta Arenas \| \| Magallanes \| Punta Arenas \| 5 Río Verde \| Río Verde \| \| Magallanes \| Punta Arenas \| 6 San Gregorio \| Punta Delgada \| \| Terre de Feu \| Porvenir \| 7 Porvenir \| Porvenir \| \| Terre de Feu \| Porvenir \| 8 Primavera \| Cerro Sombrero \| \| Terre de Feu \| Porvenir \| 9 Timaukel \| Villa Cameron \| \| Última Esperanza \| Puerto Natales \| 10 Natales \| Puerto Natales \| \| Última Esperanza \| Puerto Natales \| 11 Torres del Paine \| Villa Cerro Castillo \| |                 |                     |                      |
| Province | Capitale        | Commune             | Chef-lieu            |
| Antarctique chilien | Puerto Williams | 1 Antártica         | Puerto Williams      |
| Antarctique chilien | Puerto Williams | 2 Cabo de Hornos    | Puerto Williams      |
| Magallanes | Punta Arenas    | 3 Laguna Blanca     | Villa Tehuelches     |
| Magallanes | Punta Arenas    | 4 Punta Arenas      | Punta Arenas         |
| Magallanes | Punta Arenas    | 5 Río Verde         | Río Verde            |
| Magallanes | Punta Arenas    | 6 San Gregorio      | Punta Delgada        |
| Terre de Feu | Porvenir        | 7 Porvenir          | Porvenir             |
| Terre de Feu | Porvenir        | 8 Primavera         | Cerro Sombrero       |
| Terre de Feu | Porvenir        | 9 Timaukel          | Villa Cameron        |
| Última Esperanza | Puerto Natales  | 10 Natales          | Puerto Natales       |
| Última Esperanza | Puerto Natales  | 11 Torres del Paine | Villa Cerro Castillo |

### Agglomérations et habitats dispersés
L'administration chilienne subdivise les agglomérations en villes (ciudad) de plus de 5 000 habitants, bourgs (Pueblo) dont la population est comprise entre 1 000 et 5 000 habitants, villages (Aldea) de 300 à 1 000 habitants et hameaux (Caserío)  de 3 à 300 habitants.
| Type agglomération | Nombre | Population totale | Pourcentage total région | Liste des agglomérations       |
| ------------------ | ------ | ----------------- | ------------------------ | ------------------------------ |
| Villes (ciudad)    | 2      | 132 983           | 88,2 %                   | Punta Arenas, Puerto Natales   |
| Bourgs (Pueblo)    | 2      | 6 686             | 4,4 %                    | Puerto Williams, Porvenir      |
| Villages (Aldea)   | 2      | 1 629             | 1,1 %                    | René Schneider, Cerro Sombrero |
| Hameaux (Caserío)  | 71     | 2 435             | 1,6 %                    |                                |
| Habitat dispersé   | 1 020  | 7 093             | 4,7 %                    |                                |

## Économie

### Transports
La région est accessible, par avion, depuis Santiago, par voie terrestre depuis l'Argentine, ou par voie maritime à travers les canaux fuégiens depuis Puerto Montt.

### Activités
L'élevage de moutons en Patagonie, l'exploitation du pétrole et la pêche sont parmi les principales ressources de la région. Chaque été, le tourisme est source de revenus importants.

## Patrimoine
- Parc national Torres del Paine
- Parc naturel de Karukinka
- Réserve nationale Alacalufes
- Île Madre de Dios (classé « Bien national »)
- Fjords, glaciers, Terre de Feu et expéditions vers l’Antarctique.

## Galerie

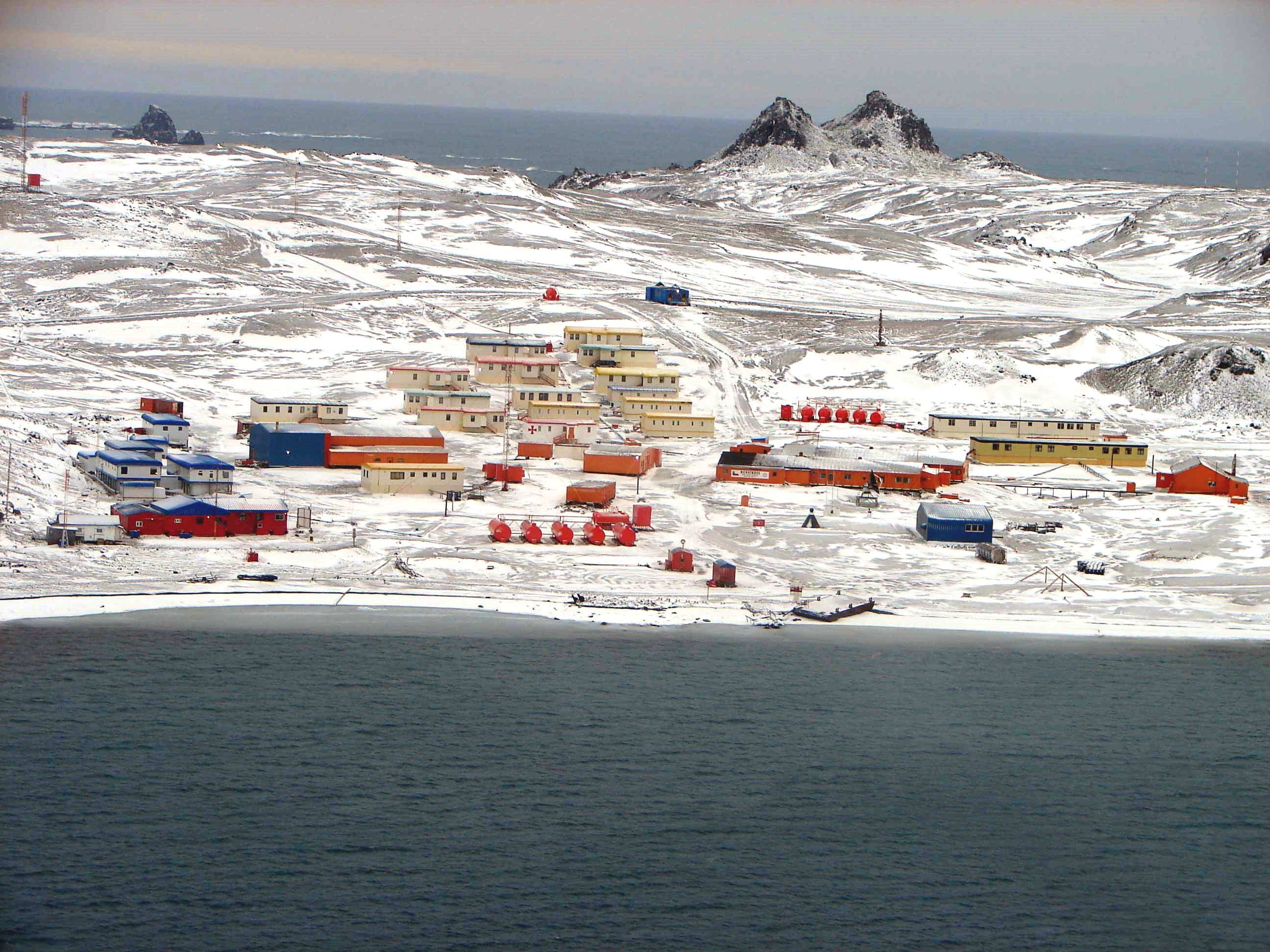
Base Frei en Antarctique.
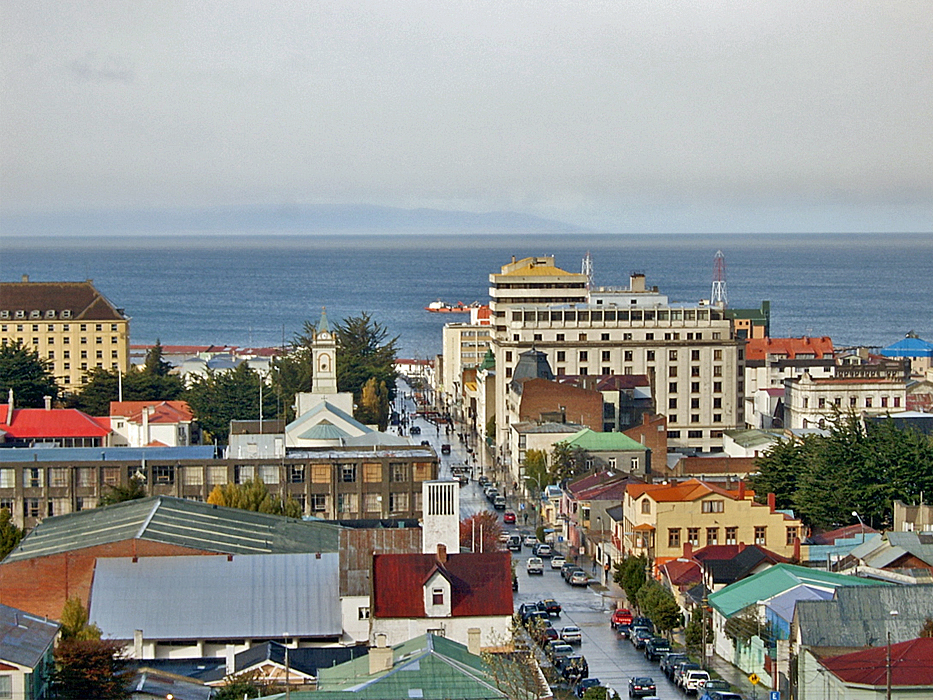
Centre-ville de Punta Arenas.
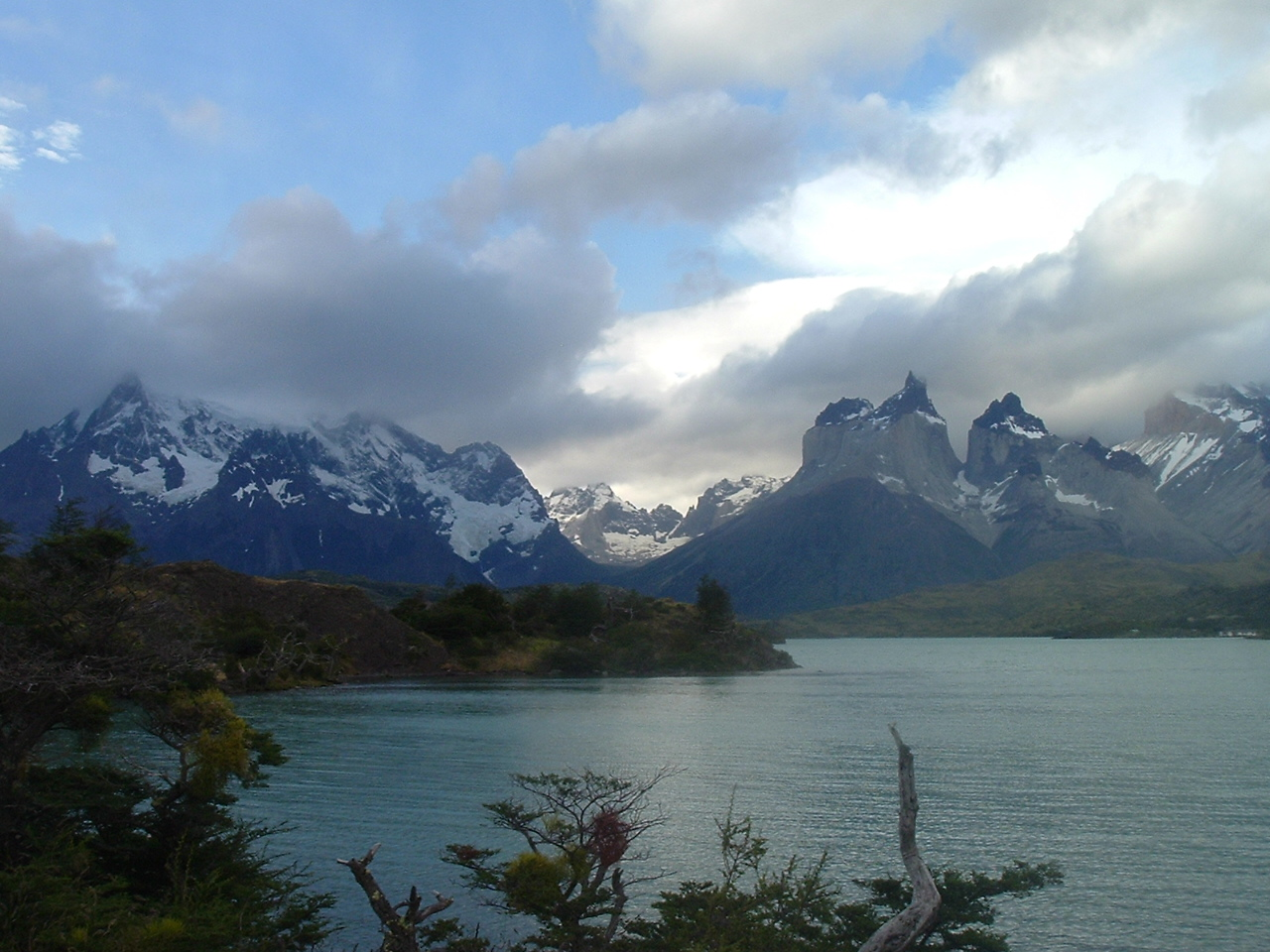
Torres del Paine.